# Verticale integratie

Illustratie van verticale integratie in contrast met horizontale integratie

Verticale integratie is het opnemen in het bedrijfsproces van een andere stap uit de productieketen of het dienstenproces. Er bestaan twee vormen van verticale integratie, voorwaartse en achterwaartse integratie. Voorwaartse integratie houdt de overname in van het bedrijfsproces dat na het primaire bedrijfsproces komt in de productieketen. Achterwaartse integratie is de overname van het bedrijfsproces dat voor het primaire bedrijfsproces in de productieketen komt. Een voorbeeld van verticale integratie is een bakker die zelf zijn graan gaat verwerken voor zijn brood, of een staalfabrikant die ijzerertsmijnen koopt om zo zijn eigen ijzer te produceren. 

## Voorwaartse integratie
Dit is het proces waarbij het bedrijf beslist tot het zelf ook uitvoeren van een volgende productiefase. Het primaire bedrijfsproces, het oorspronkelijke bedrijfsproces van de productieketen dat het bedrijf uitvoerde, zal worden uitgebreid met een opvolgend productieproces. Dit kan gedaan worden door een al bestaand bedrijf, dat eerst deze taak uitvoerde, over te nemen, of door de benodigdheden voor dit proces aan te schaffen, zodat er geconcurreerd kan worden met de huidige bedrijven die zich begeven op dit productieterrein. Deze vorm van verticale integratie valt in het vijfkrachtenmodel van Michael Porter onder de macht van de leveranciers. 
Enkele voorbeelden van voorwaartse integratie, is een platenmaatschappij die haar eigen winkel opent, om zo haar cd’s direct te verkopen aan de consument, of een kledingproducent die zijn eigen winkel opent.

## Achterwaartse integratie
Achterwaartse integratie is het proces waarbij een bedrijf beslist tot het zelf ook uitvoeren van een voorafgaande productiefase. In het vijfkrachtenmodel van Porter valt dit onder de macht van de afnemers. Achterwaartse integratie kan gebeuren door een bedrijf over te nemen dat zich met dit voorafgaande productieproces bezighoudt, of door de benodigdheden zelf aan te schaffen en gaan concurreren met de alreeds aanwezige bedrijven binnen dit specifieke productieproces.
Voorbeeld van achterwaartse integratie is een supermarkt die haar eigen slager of bakker krijgt.

## Waarom verticale integratie
Bedrijven willen steeds groter worden om een steeds grotere winst te maken. Voorwaartse integratie kan gebeuren omdat er in de markt van het volgende productieproces veel winst te maken valt. Het bedrijf wil hier van mee profiteren en zal zijn productieproces verlengen. Een andere reden kan zijn dat het bedrijf denkt kostenvoordelen te kunnen behalen door ook de volgende stap van het productieproces voor zijn rekening te nemen. Achterwaartse integratie zal voornamelijk plaatsvinden omdat de onderneming zo hoopt de kosten te kunnen drukken; er wordt immers geen winstmarge meer over berekend door het voorafgaande bedrijf.
Verticale integratie verschilt van horizontale integratie, waarbij een bedrijf zijn activiteiten uitbreidt naar activiteiten op hetzelfde niveau binnen andere productieketens. Dit proces heet diversificatie.